# Justiça política
A justiça política é - de acordo com a filosofia política - a busca de fins políticos por meios judiciais. 

## História
O uso político da justiça era normal em Atenas , onde "o povo se fez senhor absoluto de tudo e tudo governa por decretos da assembléia e com os tribunais, nos quais o povo é soberano"  . 
Ao longo dos séculos, a mistura entre jurisdição e atividade política nunca falhou: as funções jurisdicionais também eram exercidas pelos parlamentos medievais e os conselheiros do Príncipe da Renascença e os monarcas do absolutismo muitas vezes os sucediam, com ainda menos garantias .
Na contemporaneidade, o conceito de justiça política é colocado em um espaço ambíguo, pois é intermediário entre a chamada justiça revolucionária e a justiça ordinária tradicional (caracterizada por sanções, regras e garantias comuns a todos).

## Organos
Os tribunais e outros órgãos judiciais, que operam nesta área, não condiz com o Estado Democrático de Direito  condiz com o Estado Democrático de Direito e/ou dentro de qualquer Estado, motivo pelo qual é mais comum em estados ditatoriais, de chamado "Partido Único", como o Nazista, fascismo na Itália e Mussolini, Comunismo de Lênin e Stalin.
Este tipo de juiz è constituído ao oposto dos princípios básicos de direito constitucional-processual, tais como: contraditório e ampla defesa; legalidade, igualdade, dignidade da pessoa humana, juiz natural, e todos os demais princípios relacionados ao devido processo legal.
O tribunal de justicia politica não se caracteriza somente pelo órgão que julga, mas, fundamentalmente, por não ser legitimado pela própria Constituição para o regular exercício da jurisdição. O tribunal de exceção é uma forma de Farsa judicial.

## Exemplos
Desde 1919, na Rússia pós-revolucionária, foram criados campos de trabalho para infratores, uma sentença que poderia ser imposta pela Cheka, pelos tribunais revolucionários e pelos tribunais populares; na Itália fascista, o fortalecimento das jurisdições especiais deu origem ao nascimento do tribunal especial de defesa do Estado, competente para os casos de importância política e uma verdadeira ponta de lança do uso do julgamento para fins de repressão aos dissidentes. 
O fenômeno dos tribunais populares irracionais, capazes de conceber normas penais retroativas, ressurgiu na teorização da era moderna dos anos 1930, na reflexão de Carl Schmitt: produziu a base jurídica para o Volksgerichtshof da Alemanha nazista.

## Nota
1. ↑  Aristóteles, Costituzione degli Ateniesi, 41, 2.
2. ↑  Mestre, R. le, Une justice politique sous un ciel étoilé: la Court of Star Chamber, juridiction gouvernementale d'exception, en Angleterre, sous le règne des Tudors et des Stuarts, Revue de la Recherche Juridique: Droit Perspectif, 2016:55-81.
3. ↑  O "Tribunal de exceção é criado para julgar, sem garantias normais, determinados crimes retirados da competência dos Tribunais comuns; é instituído por ocasião de guerra civil, revolução": Fraga , Mirtô. O novo Estatuto do Estrangeiro comentado: Lei n° 6.815 de 1980, alterada pela lei n° 6.964 de 1981. Rio de Janeiro: Forense, 1985, p. 306.
4. ↑  Schinke, Vanessa Dorneles, Judiciary and Authoritarianism: A Comparative Study between Argentina and Brazil,
Revista da Faculdade de Direito da Universidade Federal de Minas Gerais, Vol. 67, pp. 677-706.